# Aeroportul Uberaba
Aeroportul Uberaba (IATA: UBA, ICAO: SBUR) este un aeroport din Uberaba, Minas Gerais, Brazilia ce deservește zona Uberaba. Aeroportul a fost tranzitat în 2022 de 91.604 pasageri. A fost deschis în 1935 și numit după zona deservită.
Situat la o altitudine de 809 m, aeroportul dispune de 1 pistă. Este operat de Infraero⁠(d).

## Infrastructură

### Piste
Aeroportul dispune de o singură pistă. Pista 17/35 are suprafața de asfalt și dimensiunile 1.759 m × 45 m. 